# Xya inflata
Xya inflata är en insektsart som beskrevs av Brunner von Wattenwyl 1893. Xya inflata ingår i släktet Xya och familjen Tridactylidae. Inga underarter finns listade i Catalogue of Life.